# 動用倉
動用倉（どうようそう）とは、古代律令制において、出納が許された正税（動用）を納めた正倉のこと。動倉（どうそう）とも呼ばれている。本来は不動倉と対になる概念である。
和銅元年（708年）に不動穀制度が導入された折に、対になる概念として「動用」が導入された。田租として国衙などに置かれた正倉に納付された稲穀は、正倉の中身が満載となると検封を経て不動穀とされたが、これに対して検封されていない正税の稲穀は国司の判断によって賑給などの非常の出費などに用いられた。これを動用という（なお、現存する正税帳には粟や酒の形態で管理されていた動用も存在している。このため、動用の稲穀を特に「動用穀」とも称する）。動用倉はこうした動用を納めた倉庫であった。
動用倉の鎰は常鎰と呼ばれて国司や郡司の管理下に置かれた。